# Fourques (Pirenéus Orientais)
Fourques (em catalão:  Forques) é uma comuna francesa na região administrativa da Occitânia, no departamento dos Pirenéus Orientais. Estende-se por uma área de 9.39 km², e possui 1.296 habitantes, segundo o censo de 2018, com uma densidade de 140 hab/km².